# Julia Garner
Julia Garner (Riverdale, 1º febbraio 1994) è un'attrice statunitense.
È nota per il ruolo di Ruth Langmore nella serie televisiva Ozark, per la quale ha ottenuto il plauso della critica e la vittoria di tre Premi Emmy e un Golden Globe come miglior attrice non protagonista in una serie drammatica, ricevendo inoltre candidature allo Screen Actors Guild Award e al Critics' Choice Television Awards. Nel 2020 ottiene il plauso della critica recitando nel film The Assistant ottenendo una candidatura agli Independent Spirit Awards.

## Biografia
Julia Garner è nata nel quartiere Riverdale del Bronx, New York. Sua madre, Tami Gingold, ebbe una carriera di successo come comica in Israele, sua terra natia. Suo padre, Thomas Garner, è un pittore e insegnante d'arte, originario di Shaker Heights, Ohio. Garner è ebrea.
Esordisce al cinema con il film La fuga di Martha nel 2011, ruolo grazie a cui ottiene una candidatura ai Gotham Independent Film Awards, nel 2012 ottiene il plauso della critica, vincendo ai Bombay International Film Festival ed Buster International Children's Film Festival il premio come migliore attrice per il suo ruolo nel film Electrick Children. Nel corso del 2013 recita nella serie televisiva The Americans e nel film We Are What We Are, ruolo quest'ultimo che le vale il premio al Fantastic Fest di Austin, Texas, come migliore attrice. Nel 2014 recita in Sin City - Una donna per cui uccidere; mentre nel 2015 ricopre il ruolo di Sage nel film Grandma.

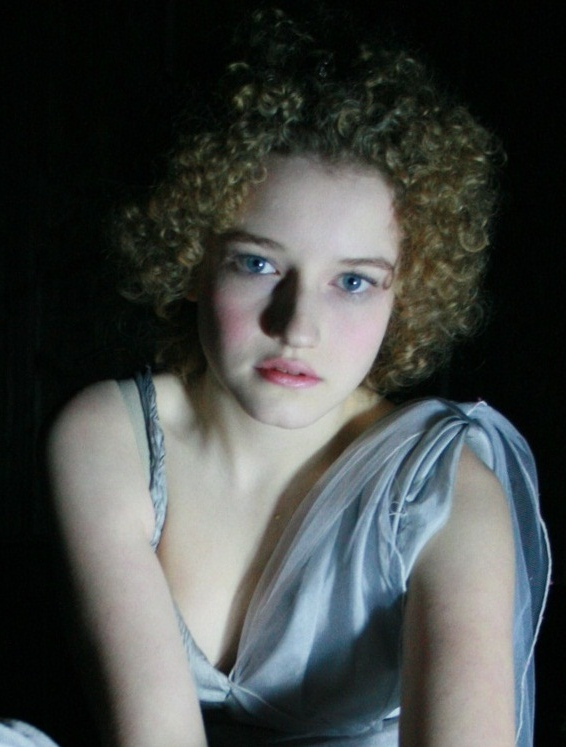
Julia Garner nel 2009

Nel corso del 2016 appare in alcuni episodi delle sierie televisive The Get Down e Girls. Dal 2017 recita nella serie televisiva in Ozark, interpretando Ruth Langmore. La sua performance le fa ottenere due Premi Emmy come miglior attrice non protagonista per la serie televisiva, ottenendo inoltre candidature ai Golden Globe, Screen Actors Guild Award e Critics' Choice Television Awards. Nel 2022 l'attrice si aggiudica infine un Golden Globe quale miglior attrice non protagonista in una serie per la sua interpretazione.
Sempre nel corso del 2017 recita nel film irlandese Tomato Red, e nei film One Percent More Humid e Everything Beautiful Is Far Away, al fianco di Joseph Cross, Juno Temple e Alessandro Nivola.
Nel 2018, la Garner è apparsa nella miniserie Netflix Maniac nel ruolo di Ellie, la sorella del personaggio protagonista interpretato da Emma Stone. Garner è anche apparsa nella serie Dirty John, divenendo un personaggio ricorrente anche nel corso della stagione successiva.
Nel 2019, l'attrice compare nel Calendario Pirelli di quell'anno, fotografata da Albert Watson. Nello stesso anno compare nella serie di Amazon Prime, Modern Love, nel ruolo di una donna innamorata di uomo molto più vecchio, interpretato da Shea Whigham; l'episodio è stato diretto da Emmy Rossum. Lo stesso anno ha recitato nel film drammatico The Assistant come assistente di produzione in un ambiente di lavoro tossico. Il film, diretto da Kitty Green, è stato presentato in anteprima al Telluride Film Festival, con il plauso della critica. La Garner, elogiata per la sua performance, è stata candidata agli Independent Spirit Awards.
Nel 2022 Julia Garner è protagonista nella miniserie drammatica di Shonda Rhimes per Netflix Inventing Anna. La miniserie è ispirata a un articolo del New York di Jessica Pressler sulla truffatrice Anna Sorokin, qui appunto interpreta dalla Garner. La serie vale all'attrice candidature come miglior attrice ai Golden Globe, ai Critics' Choice Awards, ai Primetime Emmy Awards e agli Screen Actors Guild Award.
Nel 2023 è protagonista dello spot televisivo The Bet, per la campagna pubblicitaria diretta da Grant Heslov e curata dall'agenzia pubblicitaria McCann Worldgroup, per la gamma Vertuo di Nespresso, al fianco di George Clooney e di Simone Ashley, quest'ultima attrice assurta a notorietà grazie alla serie televisiva Sex Education (2019-2023).
Nell'aprile 2024 viene annunciato che l'attrice entra a far parte del cast del film del Marvel Cinematic Universe I Fantastici Quattro - Gli inizi, previsto in uscita per il luglio 2025 e dedicato ai Fantastici Quattro, al fianco degli attori già arruolati nel cast Pedro Pascal (Mister Fantastic), Vanessa Kirby (Donna Invisibile), Joseph Quinn (Torcia Umana) e Ebon Moss-Bachrach (La Cosa), e indosserà i panni di Shalla-Bal (personaggio dei fumetti Marvel, il primo amore di Silver Surfer e l'araldo spaziale di Galactus).

## Vita privata
Garner ha sposato Mark Foster, cantante dei Foster the People, nel dicembre 2019.

## Filmografia

### Attrice

#### Cinema
- The Dreamer, regia di José Venutolo - cortometraggio (2010)
- One Thousand Cranes, regia di Zach Carver - cortometraggio (2010)
- La fuga di Martha (Martha Marcy May Marlene), regia di Sean Durkin (2011)
- Our Time, regia di Tatianna Kantorowicz - cortometraggio (2011)
- Mac & Cheese, regia di Lutfu Emre Cicek - cortometraggio (2011)
- Electrick Children, regia di Rebecca Thomas (2012)
- Noi siamo infinito (The Perks of Being a Wallflower), regia di Stephen Chobsky (2012)
- Not Fade Away, regia di David Chase (2012)
- We Are What We Are, regia di Jim Mickle (2013)
- The Last Exorcism - Liberaci dal male (The Last Exorcism Part II), regia di Ed Gass-Donnelly (2013)
- Il mio amico Leo (HairBrained), regia di Billy Kent (2013)
- Get Ready, regia di Adam Levite - cortometraggio direct-to-video (2014)
- Send, regia di Peter Vack - cortometraggio (2014)
- Credo negli unicorni (I Believe in Unicorns), regia di Leah Meyerhoff (2014)
- Sin City - Una donna per cui uccidere (Sin City: A Dame to Kill For), regia di Frank Miller (2014)
- Grandma, regia di Paul Weitz (2015)
- Good Kids, regia di Chris McCoy (2016)
- Tomato Red, regia di Juanita Wilson (2017)
- One Percent More Humid, regia di Liz W. Garcia (2017)
- Everything Beautiful Is Far Away, regia di Pete Ohs (2017)
- The Assistant, regia di Kitty Green (2019)
- The Royal Hotel, regia di Kitty Green (2023)
- Appartamento 7A (Apartament 7A), regia di Natalie Erika James (2024)
- Wolf Man, regia di Leigh Whannell (2025)
- I Fantastici Quattro - Gli inizi (The Fantastic Four: First Steps), regia di Matt Shakman (2025) – Shalla-Bal / Silver Surfer
- Weapons, regia di Zach Cregger (2025)

#### Televisione
- The Americans – serie TV, 10 episodi (2015-2018)
- Girls – serie TV, episodio 5x06 (2016)
- The Get Down – serie TV, episodi 1x06-1x07 (2016-2017)
- Ozark – serie TV, 44 episodi (2017-2022)
- Waco, regia di John Erick Dowdle e Dennie Gordon – miniserie TV, 6 puntate (2018)
- Maniac, regia di Cary Joji Fukunaga – miniserie TV, 5 puntate (2018)
- Dirty John – serie TV, 8 episodi (2018-2019)
- Modern Love – serie TV, episodi 1x06-1x08 (2019)
- Inventing Anna, regia di David Frankel, Tom Verica, Daisy von Scherler Mayer, Ellen Kuras e Nzingha Stewart – miniserie TV, 9 puntate (2022) - Anna Sorokin

### Doppiatrice
- Robot Chicken – serie TV, episodio 10x12 (2020) – Glinda, Hope van Dyne

## Programmi televisivi (parziale)
- Zervakis & Opdenhövel. Live. - talk-show (2022)

## Riconoscimenti (parziale)
- Golden Globe
  - 2021 – Candidatura alla migliore attrice non protagonista in una serie, miniserie o film televisivo per Ozark
  - 2023 – Migliore attrice non protagonista in una serie, miniserie o film televisivo per Ozark
  - 2023 – Candidatura alla migliore attrice in una miniserie o film televisivo per Inventing Anna
- Critics' Choice Awards
  - 2023 – Candidatura alla miglior attrice in un film o miniserie televisivi per Inventing Anna
- Independent Spirit Awards
  - 2021 – Candidatura alla miglior attrice protagonista per The Assistant
- Premio Emmy
  - 2019 – Migliore attrice non protagonista in una serie drammatica per Ozark
  - 2020 – Migliore attrice non protagonista in una serie drammatica per Ozark
  - 2022 – Migliore attrice non protagonista in una serie drammatica per Ozark
  - 2022 – Candidatura alla migliore attrice in una miniserie o film televisivo per Inventing Anna
- Screen Actors Guild Award
  - 2021 – Candidatura al miglior cast in una serie drammatica per Ozark (condiviso con altri)
  - 2021 – Candidatura al migliore attrice in una serie drammatica per Ozark
  - 2023 – Candidatura al migliore attrice in una serie drammatica per Ozark
  - 2023 – Candidatura al migliore attrice in una miniserie o film per la televisione per Inventing Anna
  - 2023 – Candidatura al miglior cast in una serie drammatica per Ozark (condiviso con altri)

## Doppiatrici italiane
Nelle versioni in italiano delle opere in cui ha recitato, Julia Garner è stata doppiata da:
- Margherita De Risi in Dirty John, Modern Love, Inventing Anna, Appartamento 7A, Il Royal Hotel
- Lucrezia Marricchi in Ozark, Grandma, Weapons
- Veronica Puccio in The Last Exorcism - Liberaci dal male, Wolf Man
- Roisin Nicosia in Waco
- Annalisa Usai in Maniac
- Cristina Garosi ne I Fantastici Quattro - Gli inizi[25]